# Семёновка (Гомельский район)
Семёновка (бел. Сямёнаўка) — деревня в Терюхском сельсовете Гомельского района Гомельской области Республики Беларусь.
Рядом есть залежи глины.

## География

### Расположение
В 9 км от железнодорожной станции Кравцовка (на линии Гомель — Чернигов), 37 км на юг от Гомеля. Рядом государственная граница с Украиной.

### Гидрография
Река Немыльня (приток реки Сож).

## Транспортная сеть
Транспортные связи по просёлочной, затем автомобильной дороге Старые Яриловичи — Гомель. Планировка состоит из криволинейной меридиональной улицы, застроенной двусторонне деревянными домами усадебного типа.

## История
По письменным источникам известна с XVIII века как небольшое село в Речицком повете Минского воеводства Великого княжества Литовского. Известно, что с 1781 года, в селе находилось поместье дворян, а именно во владение рода — Шемиот. После 1-го раздела Речи Посполитой (1772 год) в составе Российской империи. В 1773 году обозначена как Семёновская Рудня, 10 дворов, 42 жителя. С 1775 года во владении фельдмаршала графа П. А. Румянцева-Задунайского, с 1834 года — фельдмаршала князя И. Ф. Паскевича. В 1816 году в Николаевской экономии Гомельского поместья. С 1876 года действовала круподробилка. В 1886 году работали мельница, лесопилка (20 рабочих), в Марковичской волости Гомельского уезда. Согласно переписи 1897 года располагался хлебозапасный магазин. В 1909 году 360 десятин земли.
В 1926 году работал почтовый пункт, в Портновском сельсовете Носовичского района Гомельского округа. В 1931 году организован колхоз. Во время Великой Отечественной войны в сентябре 1943 года немецкие оккупанты сожгли 35 дворов. 26 жителей погибли на фронте. В 1959 году в составе совхоза «Социализм» (центр — деревня Терюха).

## Население

### Численность
- 2004 год — 28 хозяйств, 61 житель

### Динамика
- 1788 год — жителя
- 1798 год — жителя
- 1816 год — 11 дворов
- 1886 год — 14 дворов
- 1897 год — 26 дворов, 166 жителей (согласно переписи)
- 1909 год — 35 дворов, 208 жителей
- 1926 год — 49 дворов, 286 жителей
- 1959 год — 234 жителя (согласно переписи)
- 2004 год — 28 хозяйств, 61 житель